# العلاقات الأمريكية البيروية
اعترفت الولايات المتحدة باستقلال بيرو عن إسبانيا في 2 مايو 1826.
وصلت العلاقات إلى أدنى مستوياتها خلال غزو الولايات المتحدة لبنما عام 1989، وذلك عندما استدعت بيرو سفيرها احتجاجًا على الأعمال العسكرية الأمريكية. ومع ذلك، عادت العلاقات وتعافت وتوسعت بشكل كبير في العقود التي تلت ذلك.
وفقًا لاستطلاعات الرأي العالمية المختلفة، فإن التصور العام لشعب بيرو تجاه الولايات المتحدة إيجابي للغاية، إذ نظر 70% من شعب بيرو إلى الولايات المتحدة بشكل إيجابي في عام 2015 (مقارنة بـ 67% في عام 2002 و 62% في عام 2005) و55% من شعب بيرو وجدوا أن التأثير الأمريكي إيجابي في عام 2013. وفقًا لتقرير القيادة العالمية للولايات المتحدة لعام 2012، يوافق 34% من شعب بيرو على القيادة الأمريكية، مع رفض 27% و 39% غير متأكد.

## علاقات ثنائية
تتمتع بيرو بعلاقات قوية وتعاونية مع الولايات المتحدة. توترت العلاقات بعد إعادة انتخاب الرئيس السابق ألبرتو فوجيموري في يونيو 2000، لكنها تحسنت مع تنصيب حكومة مؤقتة في نوفمبر 2000 وتنصيب حكومة أليخاندرو توليدو في يوليو 2001. كانت العلاقات مع إدارة الرئيس آلن غارسيا إيجابية، واستمر الحال هكذا مع إدارة الرئيس السابق، بابلو كوتشينسكي. تواصل الولايات المتحدة تعزيز تقوية المؤسسات الديمقراطية وضمانات حقوق الإنسان في بيرو ودمج بيرو في الاقتصاد العالمي.
تتعاون الولايات المتحدة وبيرو في جهود منع تدفق المخدرات، وخاصة الكوكايين، إلى الولايات المتحدة. يتم الآن تنفيذ البرامج الثنائية للحد من تدفق المخدرات عبر أنظمة الموانئ في بيرو وتنفيذ الحظر الأرضي جنبًا إلى جنب مع عمليات إنفاذ القانون الناجحة. تُستكمل جهود إنفاذ القانون التي تدعمها حكومة الولايات المتحدة بجهود حثيثة لإنشاء برنامج تنمية بديلة لمزارعي الكوكا في مناطق زراعة الكوكا الرئيسية لتقليل زراعة الكوكا بشكل طوعي والقضاء عليها. يتم تمويل هذا الجهد من قبل مكتب الشؤون الدولية لمكافحة المخدرات وإنفاذ القانون التابع لوزارة الخارجية (آي إن إل) والوكالة الأمريكية للتنمية الدولية (يو إس إيد).
نما الاستثمار والسياحة الأمريكية في بيرو بشكل كبير في السنوات الأخيرة. الولايات المتحدة هي الشريك التجاري الأول لبيرو، وسوف تتعمق العلاقات الاقتصادية والتجارية في حال الموافقة على اتفاقية ترويج التجارة بين الولايات المتحدة وبيرو (بيّ تي بّي إيه) من قبل الكونغرس الأمريكي.
يزور نحو 200000 مواطن أمريكي بيرو سنويًا للعمل والسياحة والدراسة. يقيم نحو 16000 أمريكي في بيرو، ويتم تمثيل أكثر من 400 شركة أمريكية في البلاد. تحتفظ الولايات المتحدة بسفارة في ليما. توجد وكالة قنصلية أمريكية في كوسكو، ويقع مبنى الوكالة الأمريكية للتنمية الدولية في ليما. السفير الأمريكي الحالي هو كريشنا أورس.
ساعدت قنصلية كوسكو مجموعة من الرحالة الأمريكيين الذين هاجمهم قرويون بيروفيون اشتبهوا بكون المجموعة من «سارقي الماشية».

## مقارنة بين البلدين
هذه مقارنة عامة ومرجعية للدولتين:
| وجه المقارنة                                              | الولايات المتحدة                                                                                                  | بيرو                                   |
| --------------------------------------------------------- | --- | -------------------------------------- |
| المساحة (كم2)                                             | 9.83 مليون | 1.29 مليون                             |
| عدد السكان (نسمة)                                         | 311.58 مليون | 32.16 مليون                            |
| الكثافة السكانية (ن./كم²)                                 | 31.7 | 24.93                                  |
| العاصمة                                                   | واشنطن العاصمة | ليما                                   |
| اللغة الرسمية                                             | لغة إنجليزية | اللغة الإسبانية، اللغة الأيمرية، كتشوا |
| العملة                                                    | دولار أمريكي | سول بيروفي جديد                        |
| الناتج المحلي الإجمالي (بليون دولار)                      | 19.39 تريليون | 211.39 مليار                           |
| الناتج المحلي الإجمالي (تعادل القوة الشرائية) بليون دولار | 18.04 تريليون | 393.13 مليار                           |
| الناتج المحلي الإجمالي الاسمي للفرد دولار أمريكي          | 56.12 ألف | 6.03 ألف                               |
| الناتج المحلي الإجمالي للفرد دولار أمريكي                 | 54.63 ألف | 11.99 ألف                              |
| مؤشر التنمية البشرية                                      | 0.920 | 0.740                                  |
| رمز المكالمات الدولي                                      | +1 | +51                                    |
| رمز الإنترنت                                              | .us، Gov.، .mil، Edu.                                                                                             | .pe                                    |
| المنطقة الزمنية                                           | توقيت ساموا الأمريكية، توقيت أطلنطي موحد، منطقة زمنية وسطى، توقيت ألاسكا ‏، المنطقة الزمنية الجبلية، توقيت تشامرو ‏ | توقيت بيرو، 00                         |

## مدن متوأمة
في ما يلي قائمة باتفاقيات التوأمة بين مدن أمريكية وبيروفية:
- ترتبط جاكسونفيل مع شيمبوتي باتفاقية توأمة منذ 14 يوليو 1975.
- ترتبط تشارلوت مع أريكيبا باتفاقية توأمة.
- ترتبط جيرسي سيتي مع كوسكو باتفاقية توأمة منذ 8 نوفمبر 1988.
- ترتبط أوستن مع ليما باتفاقية توأمة منذ 1992.
- ترتبط ميامي بيتش مع إيكا باتفاقية توأمة.
- ترتبط بينساكولا مع شيمبوتي باتفاقية توأمة.
- ترتبط ميسا مع كاراز، بيرو باتفاقية توأمة.
- ترتبط سياتل مع شيمبوتي باتفاقية توأمة منذ 1980.[15][16][17][18]
- ترتبط كليفلاند مع ليما باتفاقية توأمة منذ 1975.
- ترتبط ساوساليتو مع Pucusana District [الإنجليزية]‏ باتفاقية توأمة.
- ترتبط مقاطعة ميامي داد مع بوكالبا باتفاقية توأمة.
- ترتبط سانتا باربارا مع كوسكو باتفاقية توأمة منذ 29 أغسطس 1992.
- ترتبط دالاس مع تروخيو باتفاقية توأمة منذ 1997.
- ترتبط ميامي مع ليما باتفاقية توأمة منذ 1 نوفمبر 1990.

## منظمات دولية مشتركة
يشترك البلدان في عضوية مجموعة من المنظمات الدولية، منها:
| علم المنظمة | اسم المنظمة                                      | تاريخ انضمام الولايات المتحدة | تاريخ انضمام بيرو |
| ----------- | ------------------------------------------------ | ----------------------------- | ----------------- |
|             | المنظمة الهيدروغرافية الدولية                    | ?                             | ?                 |
|             | الفريق المعني برصد الأرض                         | ?                             | ?                 |
|             | منظمة حظر الأسلحة الكيميائية                     | ?                             | ?                 |
|             | الاتحاد الدولي للاتصالات                         | 1 يوليو 1908                  | 12 يوليو 1915     |
|             | منظمة الشرطة الجنائية الدولية                    | ?                             | ?                 |
|             | المركز الدولي لتسوية المنازعات الاستشارية        | 14 أكتوبر 1966                | 8 سبتمبر 1993     |
|             | وكالة ضمان الاستثمار متعدد الأطراف               | 12 أبريل 1988                 | 2 ديسمبر 1991     |
|             | منظمة التجارة العالمية                           | ?                             | ?                 |
|             | يونسكو                                           | 4 نوفمبر 1946                 | 21 نوفمبر 1946    |
|             | مؤسسة التنمية الدولية                            | 24 سبتمبر 1960                | 30 أغسطس 1961     |
|             | الأمم المتحدة                                    | 24 أكتوبر 1945                | 31 أكتوبر 1945    |
|             | الاتحاد البريدي العالمي                          | ?                             | ?                 |
|             | البنك الدولي للإنشاء والتعمير                    | 27 ديسمبر 1945                | 31 ديسمبر 1945    |
|             | منتدى التعاون الاقتصادي لدول آسيا والمحيط الهادئ | 6 نوفمبر 1989                 | 14 نوفمبر 1998    |
|             | مؤسسة التمويل الدولية                            | 20 يوليو 1956                 | 20 يوليو 1956     |

## أعلام
هذه قائمة لبعض الشخصيات التي تربطها علاقات بالبلدين:
- آنا ماريا فرنانديز (لاعبة كرة مضرب أمريكية، 22 أكتوبر 1960 – )
- ألفريدو موراليس (12 مايو 1990[28] – )
- إيزابيلا مونير (ممثلة أمريكية ومغنية.، 10 يوليو 2001 – )
- إيمورتل تكنيك (19 فبراير 1978 – )
- بنجامين برات (ممثل أمريكي، 16 ديسمبر 1963 – )
- بيتر لوبيز (لاعب تايكوندو بيروفي، 23 سبتمبر 1981 – )
- بينتون ماكميلين (سياسي أمريكي، 11 سبتمبر 1845[29][30] – 8 يناير 1933[29][30])
- جوش كيتون (ممثل أمريكي، 8 فبراير 1979 – )
- دانييلا ألونسو (22 سبتمبر 1978 – )
- روبرتو كاسترو (لاعب غولف من الولايات المتحدة الأمريكية، 23 يونيو 1985 – )
- روزا سالازار (ممثلة أمريكية، 16 يوليو 1985[31] – )
- صوفيا هايدن (مهندسة معمارية أمريكية، 17 أكتوبر 1868[32][33] – 3 فبراير 1953[32])
- فرانسيس توماس (سياسي أمريكي، 3 فبراير 1799[34][35] – 22 يناير 1876[34][35])
- كارمن كاريرا (13 أبريل 1985 – )
- كيني فلوريان (لاعب كرة قدم أمريكي، 26 مايو 1976 – )

## وصلات خارجية
- موقع وزارة الخارجية الأمريكية